# Stanisław Fel
Stanisław Fel (ur. 17 lutego 1960) – polski duchowny rzymskokatolicki, profesor nadzwyczajny na Wydziale Nauk Społecznych Katolickiego Uniwersytetu Lubelskiego Jana Pawła II.

## Życiorys
15 grudnia 1984 przyjął święcenia kapłańskie. Doktoryzował się w roku 1996 na Wydziale Nauk Społecznych KUL. 13 maja 2008 uzyskał stopień doktora habilitowanego nauk humanistycznych (socjologia). Pełnił obowiązki dziekana Wydziału Nauk Społecznych KUL oraz kierownika Katedry Katolickiej Nauki Społecznej i Socjologii Moralności.
Został odznaczony Srebrnym (2016) i Złotym (2022) Krzyżem Zasługi.